# لی دونگمی
لی دونگمی (انگلیسی: Li Dongmei؛ زادهٔ ۶ نوامبر ۱۹۶۹) بازیکن بسکتبال اهل چین است.